# Tradição (escola de samba)
Grêmio Recreativo Escola de Samba Tradição é uma escola de samba da cidade do Rio de Janeiro, fundada em 1º de outubro de 1984.
Foi campeã da segunda divisão em três oportunidades: 1991, 1993 e 1997; além dos títulos do terceiro grupo (1986, 2020 e 2024) e do quarto (1985).
Alguns fazem confusão sobre a localização da escola, acreditando-se tratar de uma agremiação de Madureira, uma vez que ela é uma dissidência da Portela. Porém, sua quadra e sede sempre esteve localizada Estrada Intendente Magalhães, no bairro do Campinho, que fica entre Madureira e a Região de Jacarepaguá.
Grandes carnavalescos passaram pela escola, como Maria Augusta, Viriato Ferreira e Rosa Magalhães. Sua melhor colocação no grupo especial foi o 6º lugar em 1994.

## História

Croqui de fantasia da Tradição apresentada ao Serviço de Censura sobre o enredo “Pelas terras do pau-brasil – pássaro guerreiro” para o Carnaval de 1985, primeiro desfile da escola. Arquivo Nacional.

Foi criada por familiares do ex-patrono da Portela, Natal, no mesmo ano do surgimento da LIESA, tendo como seu símbolo um Condor Imperial, a maior ave de rapina registrada até hoje na natureza, em homenagem ao Império, tendo uma coroa encimando sua cabeça, com as asas abertas, em posição de voo.
Seu nome de fundação foi Sociedade Recreativa e Cultural Portela Tradição (SRCPT), alterado posteriormente para SCR Amor e Tradição, devido a uma ação judicial proposta pela diretoria da Portela. Após uma reunião, decidiu-se pelo nome atual, já usado em seu primeiro desfile.
A agremiação teve uma das ascensões mais rápidas da história dos desfiles do Rio de Janeiro, começando no Grupo 2-B (atual Grupo Especial da Liga Independente Verdadeira Raízes das Escolas de Samba) e chegando ao atual Grupo Especial em 3 anos, após um segundo lugar no Grupo de acesso em 1987.

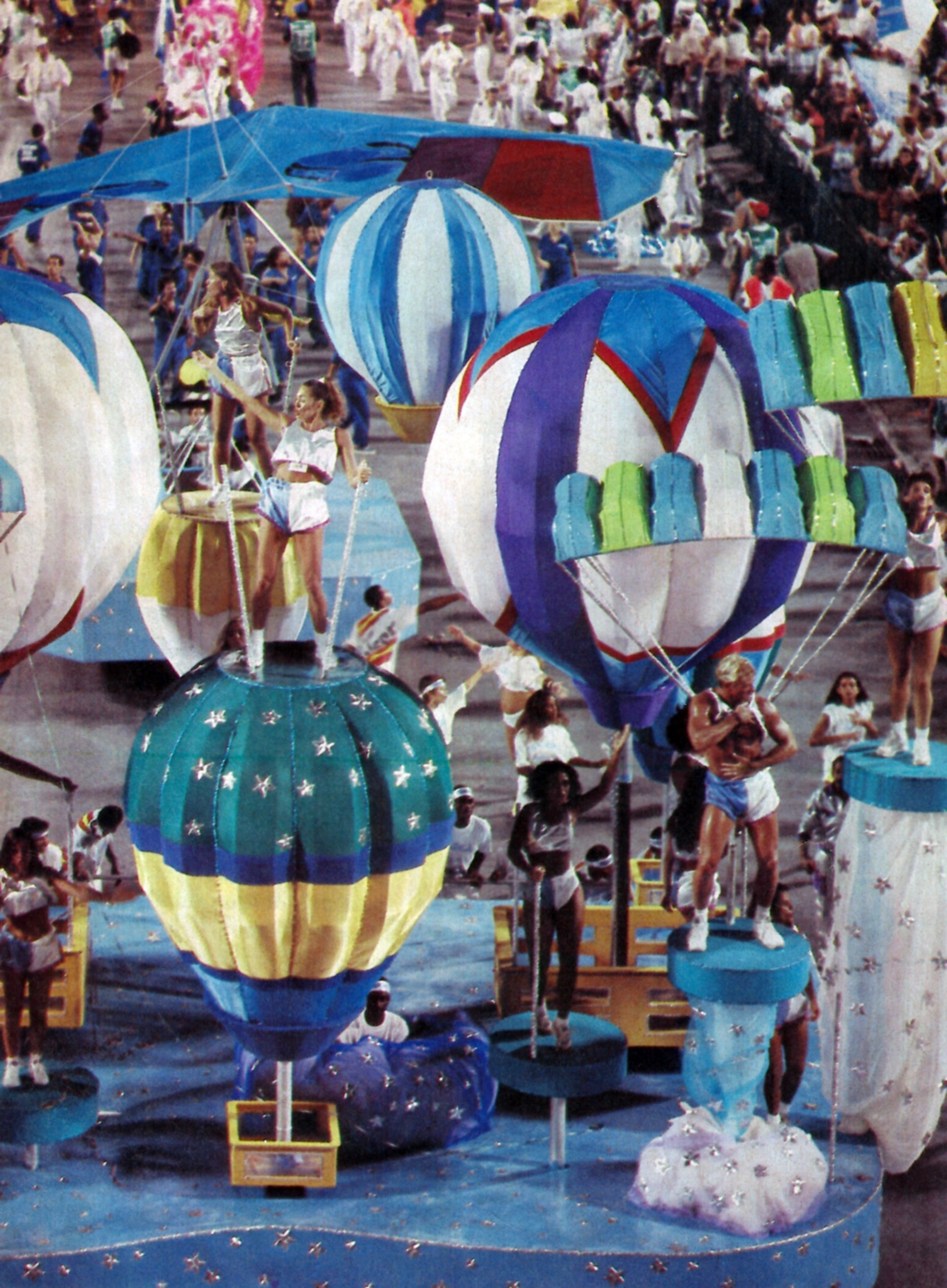
O desfile de 1994 garantiu o sexto lugar para a Tradição, a melhor posição da história da agremiação do bairro do Campinho

Após isso, a Tradição alternou alguns rebaixamentos e ascensões, tendo por duas vezes feito desfiles marcantes na opinião de muitos sambistas: em 1994, com o enredo Passarinho, Passarola, Quero Ver Voar!, quando conquistou a sexta posição do Grupo Especial, seu melhor resultado até hoje; e em 2004, quando reeditou um samba da Portela, Contos de Areia, prestando uma homenagem à escola na qual se originou, ao colocar no carro abre-alas o nome da Portela. Somente no segundo carro alegórico veio a inscrição "Tradição". Apesar do desfile considerado marcante, a Tradição quase retornou ao grupo de acesso, terminando na 12ª colocação, entre 14 escolas.

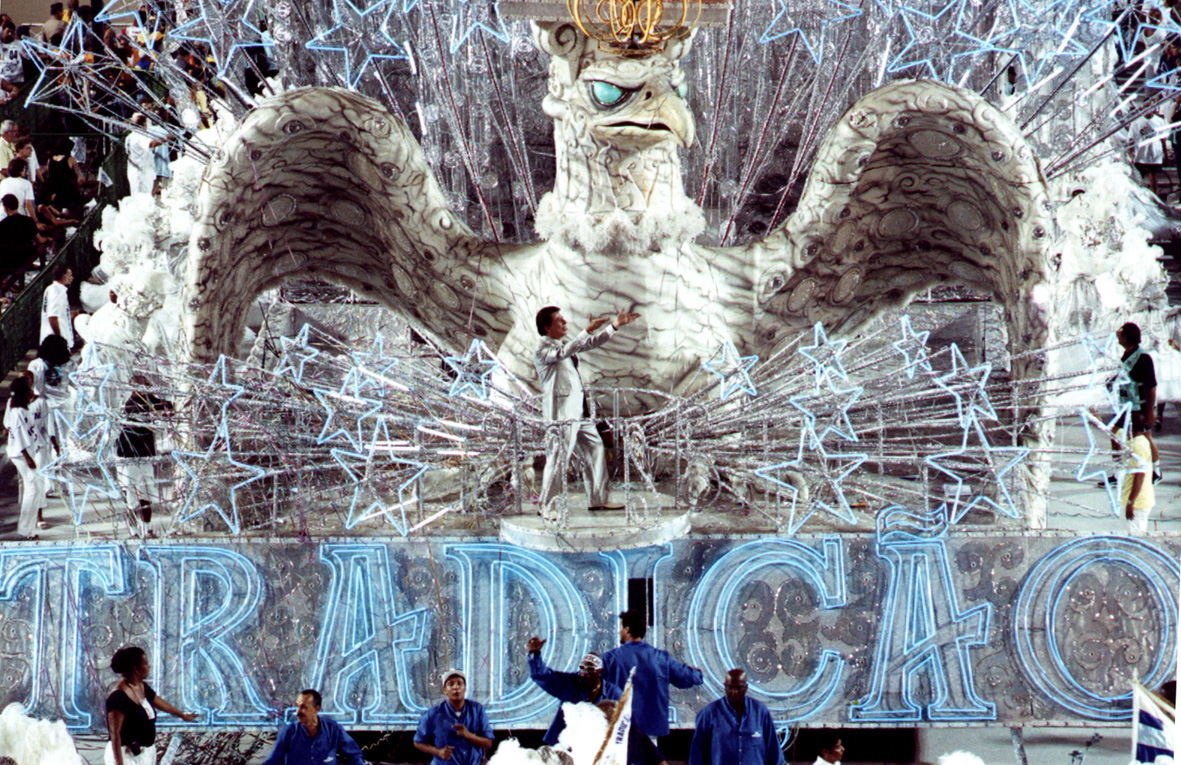
O desfile da Tradição de 2001 homenageou Silvio Santos

O desfile de 2001, que teve como enredo "Hoje é domingo, é alegria, vamos sorrir e cantar!", foi o ano que mais atraiu a atenção do público, pois a escola homenageou o apresentador de TV e empresário Sílvio Santos, trazendo para o desfile praticamente todo o elenco do SBT à época: o locutor Lombardi, os assistentes de palco Liminha e Roque, além dos apresentadores Gugu Liberato, Hebe Camargo, Ratinho, Carlos Alberto de Nóbrega e Ivo Holanda. Por conta da homenagem, o samba-enredo foi tocado constantemente durante os intervalos da programação do SBT nos meses anteriores ao carnaval, se tornando um grande sucesso no desfile. Na apuração, a Tradição chegou a brigar por uma vaga no Desfile das Campeãs, mas terminou com o oitavo lugar.
No carnaval de 2004, a Tradição terminou em décimo segundo lugar reeditando "Contos de Areia", clássico samba-enredo de 1984 da Portela. No ano seguinte, porém, foi rebaixada ao Grupo de Acesso A com o enredo elaborado pelo carnavalesco Mário Borriello ("De sol a sol, de sol a soja, um negócio da China!"). Dois anos mais tarde, quando reeditou o conhecido samba de 1994, não conseguiu repetir o bom resultado, sendo rebaixada novamente, desta vez para o Grupo B - que corresponde a terceira divisão do Carnaval carioca onde em 2008, falando sobre ela mesma, com alegorias e fantasias medianas, não consegue voltar ao Grupo A, terminando na 7º colocação.
Para 2009, a escola homenageou o município de Saquarema, com o enredo Saquarema, Princesinha da Costa do Sol. De Capital do Surfe à Casa do Vôlei, de autoria da Comissão de Carnaval formada por Mazinho, Clemente, José Carlos Viana, Galo, Wiliam e Samuel Gasman. Apesar de apontada como favorita ao descenso, pois seu desfile foi considerado muito ruim, a Tradição, que por tantos anos pertenceu à elite do carnaval, ficou na 9° colocação com 237.9 pontos, permanecendo no mesmo grupo para 2010.
Em 2010, a escola trouxe como novidades o intérprete Vadinho Freire (apoio do carro de som da Mangueira), o carnavalesco Sandro Gomes (ex Renascer de Jacarepaguá e Império da Tijuca e Caprichosos de Pilares), o diretor de bateria Mestre Léo que além de ser prata da casa, também atuou como apoio na Unidos da Tijuca. Apresentou nesse ano mais uma vez uma reedição: Rei Sinhô, rei Zumbi, rei Nagô, que foi desenvolvido em 1986. Ficou em 7º lugar.
Em 2011, fez uma homenagem sobre os 100 anos de fundação de Juazeiro do Norte. A escola trouxe do carnaval de São Paulo o carnavalesco Augusto de Oliveira, além do samba encomendado pela própria direção da escola, feito por Zé Gomes, Darlan Alves, Emerson Sam e Rodrigo Jacopetti. Terminou o carnaval novamente em 7º lugar. a escola repetiu o mesmo. quando definiu enredo, samba-enredo encomendado juntos, além disso a escola mostrará os protótipos, em 2012 aonde escolheu uma homenagem ao cartunista Ziraldo, de Augusto de Oliveira, que continuou mais um ano como carnavalesco.

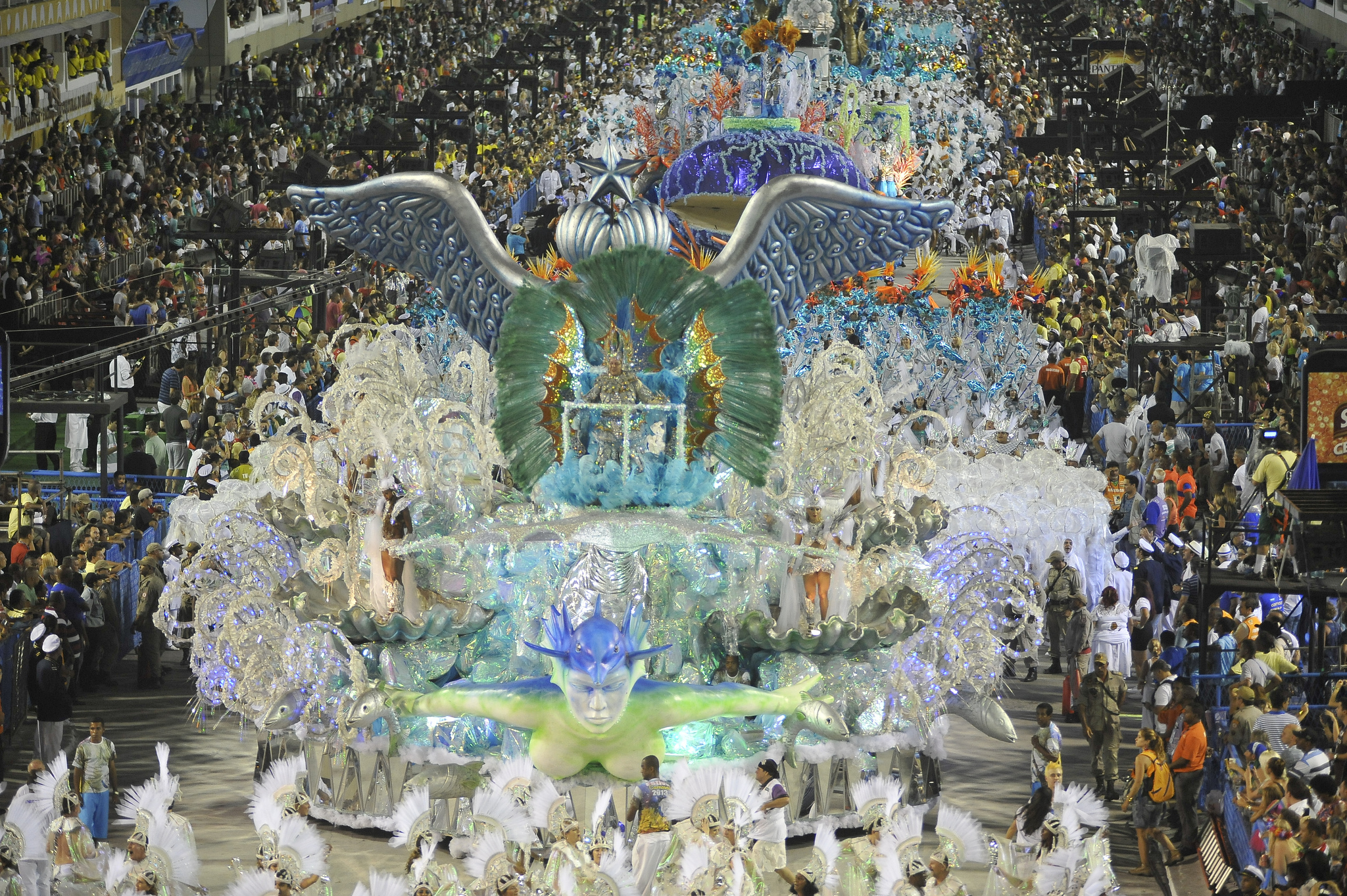
O ano de 2013 marcou o retorno da Tradição ao grupo de acesso do carnaval carioca

Em 2013, a Tradição voltou a desfilar na segunda divisão com a fusão dos grupos A e B, que gerou a Série A. Contou com o retorno do carnavalesco Orlando Júnior, pelo qual reeditou mais um enredo da Portela: "Das maravilhas do mar, fez-se o esplendor de uma noite", do ano de 1981. Autor do samba, David Corrêa desfilou no carro de som da escola. Não obtendo um bom resultado, a Tradição ficou na décima sexta colocação, quase sendo rebaixada ao Grupo de Acesso B.
Na tentativa de permanecer mais uma vez, no grupo, a escola apostou em mais uma reedição, dessa vez da Beija-Flor, no ano de 1976 e com uma novidade, tendo um casal mirim como seu primeiro casal de mestre-sala e porta-bandeira: Thuan Matheus e Joana. mas assim como no ano anterior fez um dos piores desfiles, caindo de vez para a Série B. O desfile é realizado na Estrada Intendente Magalhães, onde está também sediada a União de Jacarepaguá: ambas vão desfilar praticamente em casa.
Para 2015, a Tradição contratou o carnavalesco Leandro Valente e apresentou o enredo "Nhá Chica: a beata negra e guerreira do Brasil", permanecendo mais um ano desfilando na sua casa, a Estrada Intendente Magalhães. Depois do carnaval, Nésio Nascimento se afastou do cargo de presidente da agremiação, passando o posto para sua filha Raphaela, que era vice-presidente e rainha de bateria.
Obtendo um vice-campeonato e três vezes o terceiro lugar, a Tradição pediu desfiliação da LIESB após o Carnaval de 2019, e foi uma das escolas fundadoras da LIVRES, liga alternativa do Carnaval da Intendente Magalhães, que passou a ser presidida por Raphaela Nascimento, presidente da Tradição. A escola de samba foi campeã do terceiro grupo alternativo, organizado pela LIVRES, e passou a pleitear o direito a ascender ao Grupo A.
Para 2021, a Tradição anunciou que abordará a obra e vida da autora Clarice Lispector em seu desfile, e recorreu ao Poder Judiciário para o reconhecimento de sua ascensão à Série A. Seu pedido de antecipação de tutela, no entanto, foi negado em 22 de julho. Mesmo com o cancelamento dos desfiles de 2021 e o adiamento do ano seguinte, o litígio judicial não se resolvera e, em 20 de abril, a Tradição anunciou em nota que não desfilaria no carnaval de 2022, porém afirmando que continuaria brigando na Justiça pela vaga na Série Ouro em 2023. A decisão marcou a primeira vez em que a escola se ausenta dos desfiles desde sua fundação, em 1984. No mesmo ano, a Tradição perdeu sua quadra, na Intendente Magalhães, para uma igreja evangélica.
Em 12 de janeiro de 2022, o fundador e presidente de honra da escola, Nésio Nascimento, morreu aos 73 anos devido a complicações de uma cirurgia. Em 27 de julho do mesmo ano, a Tradição anuncia sua volta aos desfiles para 2023 ao disputar a terceira divisão alternativa, organizada pela LIVRES. Apresentando um enredo que homenageava Nésio, a escola encerrou os desfiles no dia 26 de fevereiro de 2023, na Avenida Ernani Cardoso, ficando com o vice-campeonato. Com a dissolução da LIVRES após o carnaval, a Tradição se filiou à Superliga Carnavalesca do Brasil e passou a desfilar na Série Prata a partir de 2024. Com o enredo "Trono Negro", a Tradição conquistou o título da Série Prata e o acesso à Série Ouro no carnaval de 2025, voltando a desfilar na Sapucaí após 11 anos. Após o carnaval, a agremiação dispensou o casal de mestre-sala e porta-bandeira Romulo Diniz e Raquel Silva, o intérprete Lico Monteiro e de diretores de carnaval e harmonia, enquanto Átila Gomes se desligou do comando da bateria.
Para o carnaval de 2025, a Tradição anunciou as contratações do intérprete Tuninho Jr, do casal de mestre-sala e porta-bandeira Jorge Vinicius e Veronica Lima, do diretor de harmonia Luiz Carlos Amancio e do mestre de bateria Thiago Praxedes. Samuel Gasman e David dos Santos assumiram a direção de carnaval. Para seu retorno a segunda divisão e à Marquês de Sapucaí, a escola escolheu um enredo sobre o ato de rezar em diferentes religiões.

## Carnavais
| Carnavais da Tradição | Carnavais da Tradição                           | Carnavais da Tradição                           | Carnavais da Tradição | Carnavais da Tradição                                                                                 | Carnavais da Tradição |
| Ano                   | Colocação                                       | Divisão                                         | Enredo | Carnavalesco                                                                                          | Ref.                  |
| --------------------- | ----------------------------------------------- | ----------------------------------------------- | --- | --- | --------------------- |
| 1985                  | Campeã (Promovida)                              | Grupo 2B (quarta divisão)                       | "Xingu, o Pássaro Guerreiro" (Compositores do samba: João Nogueira e Paulo Cesar Pinheiro) | Maria Augusta, Rosa Magalhães, Lícia Lacerda, Viriato Ferreira, Paulino Espírito Santo, Edmundo Braga | [ 20 ]                |
| 1986                  | Campeã (Promovida)                              | Grupo 2A (terceira divisão)                     | "Rei Sinhô, Rei Zumbi, Rei Nagô – Eu Também Tô Aí, Tô Aí Sim Sinhô" (Compositores do samba: João Nogueira e Paulo Cesar Pinheiro) | Maria Augusta, Rosa Magalhães, Lícia Lacerda, Viriato Ferreira, Paulino Espírito Santo, Edmundo Braga | [ 20 ]                |
| 1987                  | Vice-campeã (Promovida)                         | Grupo 2 (segunda divisão)                       | "Sonhos de Natal" (Compositores do samba: João Nogueira e Paulo Cesar Pinheiro) | Maria Augusta, Rosa Magalhães, Lícia Lacerda, Viriato Ferreira, Paulino Espírito Santo, Edmundo Braga | [ 20 ]                |
| 1988                  | 8.º Lugar                                       | Grupo 1 (primeira divisão)                      | "O Melhor da Raça, o Melhor do Carnaval" (Compositores do samba: João Nogueira e Paulo Cesar Pinheiro) | João Rosendo                                                                                          |                       |
| 1989                  | 16.º Lugar (Rebaixada)                          | Grupo 1 (primeira divisão)                      | "Rio, Samba, Amor e Tradição" (Compositores do samba: João Nogueira e Paulo Cesar Pinheiro) | João Rosendo                                                                                          |                       |
| 1990                  | 4.º Lugar                                       | Grupo A (segunda divisão)                       | "A Coroação" (Compositores do samba: Tarcísio de Guadalupe, De Moraes, Chiquinho e Jorge Makumba) | Jorge Luiz Vilela                                                                                     |                       |
| 1991                  | Campeã (Promovida)                              | Grupo A (segunda divisão)                       | "De Geração a Geração nas Asas da Tradição" (Compositores do samba: Cesar Paladino, Picolé e Hermes de Marechal) | Jorge Luiz Vilela                                                                                     |                       |
| 1992                  | 14.º Lugar (Rebaixada)                          | Especial (primeira divisão)                     | "O Espetáculo Maior... As Flores" (Compositores do samba: Moisés Santiago, Luizinho Professor e Toninho) | Jorge Luiz Vilela                                                                                     |                       |
| 1993                  | Campeã (Promovida)                              | Grupo A (segunda divisão)                       | "Não Me Leve a Mal, Hoje É Carnaval" (Compositores do samba: Jajá Maravilha, Tonho, Aniceto e Sandro Maneca) | Lícia Lacerda                                                                                         |                       |
| 1994                  | 6.º Lugar                                       | Especial (primeira divisão)                     | "Passarinho, Passarola, Quero Ver Voar" (Compositores do samba: Jajá Maravilha, Aniceto, Tonho, Sandro Maneca, Jurandir da Tradição, Jorge Makumba e Lourenço)                                                                                                 | Lícia Lacerda                                                                                         |                       |
| 1995                  | 13.º Lugar                                      | Especial (primeira divisão)                     | "Gira Roda! Roda Gira!" (Compositores do samba: Lourenço, Jurandir, Jorge Makumba, Marcos Glorioso, J. Nascimento e Lima) | Lícia Lacerda                                                                                         |                       |
| 1996                  | 16.º Lugar (Rebaixada)                          | Especial (primeira divisão)                     | "Do Barril ao Brasil" (Compositores do samba: Moisés Santiago e Luizinho Professor) | Lícia Lacerda                                                                                         |                       |
| 1997                  | Campeã (Promovida)                              | Grupo A (segunda divisão)                       | "Os Balangandãs" (Compositores do samba: Sandro Maneca e Taroba) | Orlando Júnior                                                                                        |                       |
| 1998                  | 11.º Lugar                                      | Especial (primeira divisão)                     | "Viagem Fantástica ao Pulmão do Mundo" (Compositores do samba: Lima da Tradição, Sandro Maneca, Jonas Camiseta, Marcos Glorioso e Taroba) | Orlando Júnior                                                                                        |                       |
| 1999                  | 12.º Lugar                                      | Especial (primeira divisão)                     | "Nos Braços da História, Jacarepaguá, Quatro Séculos de Glórias" (Compositores do samba: Jorge Makumba, Erô Baianinho, Jurandir da Tradição e Antonio Português)                                                                                               | Orlando Júnior                                                                                        |                       |
| 2000                  | 12.º Lugar                                      | Especial (primeira divisão)                     | "Liberdade! Sou Negro, Raça e Tradição" (Compositores do samba: Lourenço e Adalto Magalha) | Orlando Júnior                                                                                        |                       |
| 2001                  | 8.º Lugar                                       | Especial (primeira divisão)                     | "Hoje É Domingo, É Alegria. Vamos Sorrir e Cantar" (Compositores do samba: Lourenço e Adalto Magalha) | Orlando Júnior                                                                                        |                       |
| 2002                  | 13.º Lugar                                      | Especial (primeira divisão)                     | "Os Encantos da Costa do Sol" (Compositores do samba: Lourenço e Adalto Magalha) | Orlando Júnior                                                                                        |                       |
| 2003                  | 13.º Lugar                                      | Especial (primeira divisão)                     | "Brasil É Penta, R É 9 – O Fenômeno Iluminado" (Compositores do samba: Lourenço e Adalto Magalha) | Orlando Júnior                                                                                        |                       |
| 2004                  | 12.º Lugar                                      | Especial (primeira divisão)                     | "Contos de Areia" (Reedição do enredo de 1984 da Portela) (Compositores do samba: Dedé da Portela e Norival Reis) | Orlando Júnior                                                                                        |                       |
| 2005                  | 14.º Lugar (Rebaixada)                          | Especial (primeira divisão)                     | "De Sol a Sol, de Sol a Soja – Um Negócio da China!" (Compositores do samba: Tonho, Lu Gama e Nascimento) | Mário Borriello                                                                                       |                       |
| 2006                  | 4.º Lugar                                       | Grupo A (segunda divisão)                       | "Bahia de Todos os Deuses" (Reedição do enredo de 1969 do Salgueiro) (Compositores do samba: Bala e Manuel Rosa) | Orlando Júnior                                                                                        |                       |
| 2007                  | 9.º Lugar (Rebaixada)                           | Grupo A (segunda divisão)                       | "Passarinho, Passarola, Quero Ver Voar" (Reedição do enredo de 1994) (Compositores do samba: Jajá Maravilha, Aniceto, Tonho, Sandro Maneca, Jurandir da Tradição, Jorge Makumba e Lourenço)                                                                    | Orlando Júnior                                                                                        |                       |
| 2008                  | 7.º Lugar                                       | Grupo B (terceira divisão)                      | "Isto Sim É a Tradição!" (Compositores do samba: Jorge Nascimento, Eli Penteado, Marquinho Imperador e Marcos Glorioso) | Orlando Júnior                                                                                        |                       |
| 2009                  | 9.º Lugar                                       | Grupo RJ-1 (terceira divisão)                   | "Saquarema, Princesinha da Costa do Sol. De Capital do Surfe à Casa do Vôlei" (Compositores do samba: Alex Alves, Josemar Luciano, Duda e Wagner Araújo) | Mazinho, Clemente, José Carlos Viana, Galo, Wiliam e Samuel Gasman                                    |                       |
| 2010                  | 7.º Lugar                                       | Grupo RJ-1 (terceira divisão)                   | "Rei Sinhô, Rei Zumbi, Rei Nagô – Eu Também Tô Aí, Tô Aí Sim Sinhô" (Reedição do enredo de 1986) (Compositores do samba: João Nogueira e Paulo Cesar Pinheiro)                                                                                                 | Sandro Gomes                                                                                          |                       |
| 2011                  | 7.º Lugar                                       | Grupo B (terceira divisão)                      | "Juazeiro do Norte, Terra de Oração e Trabalho. 100 Anos de Fé, Poder e Tradição" (Compositores do samba: Zé Gomes, Darlan Alves, Emerson Sam e Rodrigo Jacopetti)                                                                                             | Augusto de Oliveira                                                                                   | [ 21 ]                |
| 2012                  | 5.º Lugar (Promovida)                           | Grupo B (terceira divisão)                      | "Ziraldo: Páginas da Vida de Um Maluco Genial" (Compositores do samba: Zé Gomes, Darlan Alves, Emerson Sam e Rodrigo Jacopetti) | Augusto de Oliveira                                                                                   |                       |
| 2013                  | 16.º Lugar                                      | Série A (segunda divisão)                       | "Das Maravilhas do Mar, Fez-se o Esplendor de Uma Noite" (Reedição do enredo de 1981 da Portela) (Compositores do samba: David Corrêa e Jorge Macedo) | Orlando Júnior                                                                                        |                       |
| 2014                  | 17.º Lugar (Rebaixada)                          | Série A (segunda divisão)                       | "Sonhar com Rei Dá Leão" (Reedição do enredo de 1976 da Beija-Flor) (Compositor do samba: Neguinho da Beija-Flor) | Orlando Júnior                                                                                        | [ 22 ]                |
| 2015                  | 4.º Lugar                                       | Série B (terceira divisão)                      | "Nhá Chica: a Beata Negra e Guerreira do Brasil" (Compositores do samba: Thiago Sousa, Alex Alves, Leozinho Nunes, Victor Alves e Rômulo Couto) | Leandro Valente                                                                                       |                       |
| 2016                  | Vice-campeã                                     | Série B (terceira divisão)                      | "Clementina, Cadê Você?" (Compositores do samba: Arlindo Neto, Lequinho, Junior Fionda, Pixulé, Tinga, Gabriel Martins, Zé Luiz Escafura, Anderson Lemos, Fadico e Igor Leal)                                                                                  | Leandro Valente                                                                                       | [ 11 ]                |
| 2017                  | 3.º Lugar                                       | Série B (terceira divisão)                      | "O Lago dos Cisnes" (Compositores do samba: Lequinho da Mangueira, Gabriel Martins, Zé Luiz Escafura, Lucas Donato, Fadico e Igor Leal) | Leandro Valente                                                                                       | [ 23 ]                |
| 2018                  | 3.º Lugar                                       | Série B (terceira divisão)                      | "Sabá – Soberana da Etiópia, Sedutora de Jerusalém" (Compositores do samba: Thiago Sousa, Igor Vianna, Márcio de Deus, Samuel Gasman e Victor Alves) | Leandro Valente                                                                                       | [ 24 ]                |
| 2019                  | 3º Lugar                                        | Série B (terceira divisão)                      | "Gira, Baiana – Salve as Mães do Samba" (Compositores do samba: Igor Leal, Bruno Serrinho, Gusto Listo, Rodrigo Medeiros, Jailton Russo, Pestana, Fábio Braga, Fernando Professor, Flavinho Bento, Rodrigo Ponte, Tinga e Mario Lúcio)                         | Leandro Valente e Adenil Silva                                                                        | [ 25 ]                |
| 2020                  | Campeã                                          | LIVRES (terceira divisão)                       | "Mãe Gentil, Seus Filhos Clamam por Ti!" (Compositores do samba: André Kaballa, Marcio de Deus, Orlando Ambrósio, Serginho Rocco, Gilmar L. Silva, JB D’Souza, Renan Diniz, Michel do Alto e Leandro Maninho)                                                  | Adenil Silva                                                                                          | [ 26 ] [ 27 ]         |
| 2021                  | Não houve desfile devido a pandemia de Covid-19 | Não houve desfile devido a pandemia de Covid-19 | Não houve desfile devido a pandemia de Covid-19 | Não houve desfile devido a pandemia de Covid-19                                                       | [ 28 ]                |
| 2022                  | Não desfilou                                    | Não desfilou                                    | Não desfilou | Não desfilou                                                                                          | [ 29 ]                |
| 2023                  | Vice-campeã                                     | LIVRES (terceira divisão)                       | "Filho da Águia, Pai do Condor. Nésio Nascimento, o Eterno Gato Mestre da Passarela" (Compositores do samba: João Perigo, Leandro Thomaz, Lico Monteiro, Lucas Macedo e Richard Valença)                                                                       | Leandro Valente                                                                                       | [ 30 ]                |
| 2024                  | Campeã (Promovida)                              | Série Prata (Sexta-feira) (terceira divisão)    | "Trono Negro" (Compositores do samba: Lico Monteiro, Valtinho Botafogo, Richard Valença, Jefferson Oliveira, Rafael Tubino, Jairo Rozen, Telmo Augusto, Sukata, Leandro Thomaz, João Perigo, Lucas Macedo, Víctor do Chapéu, Gabriel Lima, Daniel Rizzo e Fil) | Leandro Valente                                                                                       | [ 31 ]                |
| 2025                  | 13º Lugar (Rebaixada)                           | Série Ouro (segunda divisão)                    | "Reza" (Compositores do samba: Fred Camacho, Pretinho da Serrinha e Diego Nicolau) | Leandro Valente                                                                                       | [ 32 ]                |
| 2026                  |                                                 | Série Prata (terceira divisão)                  | | Leandro Valente                                                                                       |                       |

## Títulos
A Tradição nunca venceu a primeira divisão do carnaval carioca. Sua melhor colocação foi o sexto lugar do Grupo Especial de 1994.
| Títulos da Tradição | Títulos da Tradição | Títulos da Tradição |
| ------------------- | ------------------- | ------------------- |
| Divisão             | Títulos             | Carnavais           |
| Segunda divisão     | 3                   | 1991, 1993, 1997    |
| Terceira divisão    | 3                   | 1986, 2020, 2024    |
| Quarta divisão      | 1                   | 1985                |

## Premiações
Prêmios recebidos pelo GRES Tradição.
| Ano  | Prêmio              | Categoria / premiados | Divisão        | Ref.          |
| ---- | ------------------- | --- | -------------- | ------------- |
| 1987 | Estandarte de Ouro  | Samba-enredo do Grupo 2 (Atual Série A) ("Sonhos de Natal" – Compositores: João Nogueira e Paulo Cesar Pinheiro)                                                                       | Grupo 2        | [ 33 ]        |
| 1988 | Estandarte de Ouro  | Comissão de frente | Grupo 1        | [ 34 ]        |
| 1989 | Estandarte de Ouro  | Porta-bandeira (Vilma Nascimento) | Grupo 1        | [ 35 ]        |
| 1989 | Estandarte de Ouro  | Passista feminino (Garrinchinha) | Grupo 1        | [ 36 ]        |
| 1989 | Estandarte de Ouro  | Revelação (Lucinha) | Grupo 1        | [ 37 ]        |
| 1994 | Estandarte de Ouro  | Revelação (Porta-bandeira Danielle Nascimento) | Grupo Especial | [ 37 ]        |
| 1999 | Tamborim de Ouro    | Ala mirim | Grupo Especial | [ 38 ]        |
| 2001 | Tamborim de Ouro    | Melhor escola | Grupo Especial | [ 39 ]        |
| 2001 | Tamborim de Ouro    | Samba-enredo ("Hoje é domingo, é alegria. Vamos sorrir e cantar" – Compositores: Adalto Magalha e Lourenço)                                                                            | Grupo Especial | [ 39 ]        |
| 2001 | Tamborim de Ouro    | Personalidade (Silvio Santos) | Grupo Especial | [ 39 ]        |
| 2004 | Troféu Jorge Lafond | Intérprete (Lourenço) | Grupo Especial | [ 40 ]        |
| 2006 | S@mba-Net           | Casal de Mestre-sala e Porta-bandeira (Fabrício Pires e Danielle Nascimento) | Grupo A        | [ 41 ]        |
| 2006 | S@mba-Net           | Ala de passistas | Grupo A        | [ 41 ]        |
| 2006 | Troféu Jorge Lafond | Ala mirim | Grupo A        | [ 42 ]        |
| 2006 | Troféu Jorge Lafond | Velha guarda | Grupo A        | [ 42 ]        |
| 2006 | Troféu Jorge Lafond | Personalidade (Nézio Nascimento) | Grupo A        | [ 42 ]        |
| 2007 | S@mba-Net           | Casal de Mestre-sala e Porta-bandeira (Fabrício Pires e Danielle Nascimento) | Grupo A        | [ 43 ]        |
| 2009 | S@mba-Net           | Intérprete (Igor Vianna) | Grupo B        | [ 44 ]        |
| 2010 | Gato de Prata       | Harmonia | Grupo B        | [ 45 ]        |
| 2011 | S@mba-Net           | Samba-enredo ("Juazeiro do Norte, terra de oração e trabalho. 100 anos de fé, poder e tradição" – Compositores: Zé Gomes, Darlan Alves, Emerson Sam e Rodrigo Jacopetti)               | Grupo B        | [ 46 ]        |
| 2011 | S@mba-Net           | Destaque de luxo | Grupo B        | [ 46 ]        |
| 2011 | Troféu Jorge Lafond | Samba-enredo ("Juazeiro do Norte, terra de oração e trabalho. 100 anos de fé, poder e tradição" – Compositores: Zé Gomes, Darlan Alves, Emerson Sam e Rodrigo Jacopetti)               | Grupo B        | [ 47 ]        |
| 2011 | Troféu Jorge Lafond | Revelação (Intérprete Lico Monteiro) | Grupo B        | [ 47 ]        |
| 2011 | Plumas & Paetês     | Destaque (Nil de Yemanjá) | Grupo B        | [ 48 ]        |
| 2012 | Troféu Jorge Lafond | Ala das baianas | Grupo B        | [ 49 ]        |
| 2012 | S@mba-Net           | Ala das baianas | Grupo B        | [ 50 ]        |
| 2012 | S@mba-Net           | Prêmio especial (Thuan Matheus e Joana Falcão – Casal mirim de mestre-sala e porta-bandeira)                                                                                           | Grupo B        | [ 50 ]        |
| 2015 | S@mba-Net           | Melhor escola | Grupo B        | [ 51 ] [ 52 ] |
| 2016 | S@mba-Net           | Samba-enredo ("Clementina, cadê você?" – Compositores por Arlindo Neto, Lequinho, Junior Fionda, Pixulé, Tinga, Gabriel Martins, Zé Luiz Escafura, Anderson Lemos, Fadico e Igor Leal) | Grupo B        | [ 53 ] [ 54 ] |
| 2016 | Troféu Sambista     | Samba-enredo ("Clementina, cadê você?" – Compositores por Arlindo Neto, Lequinho, Junior Fionda, Pixulé, Tinga, Gabriel Martins, Zé Luiz Escafura, Anderson Lemos, Fadico e Igor Leal) | Grupo B        | [ 55 ] [ 56 ] |
| 2016 | Troféu Sambista     | Bateria (Mestre Demétrios) | Grupo B        | [ 55 ] [ 56 ] |
| 2025 | Estandarte de Ouro  | Samba-enredo (Série Ouro) ("Reza"- Compositores: Pretinho da Serrinha, Fred Camacho e Diego Nicolau)                                                                                   | Série Ouro     |               |

## Segmentos

### Presidentes
| Presidentes         | Período       | Ref.                 |
| ------------------- | ------------- | -------------------- |
| Nésio Nascimento    | 1984-2015     | [ 57 ] [ 20 ]        |
| Raphaela Nascimento | 2015-presente | [ 11 ] [ 58 ] [ 59 ] |

### Presidentes de Honra
| Presidentes de Honra | Período       | Ref.          |
| -------------------- | ------------- | ------------- |
| Nésio Nascimento     | 2015-presente | [ 59 ] [ 60 ] |

### Intérpretes
| Intérpretes                 | Carnavais     | Ref.          |
| --------------------------- | ------------- | ------------- |
| Gilson Candanda             | 1985-1990     | [ 20 ] [ 61 ] |
| Hermes de Marechal          | 1991          | [ 62 ]        |
| Moisés Santiago             | 1992-1993     | [ 63 ]        |
| Edmilton Di Bem             | 1994-1997     | [ 64 ]        |
| Taroba                      | 1998          | [ 65 ]        |
| Wantuir                     | 1999-2000     | [ 66 ]        |
| Celino Dias                 | 2001-2003     | [ 67 ]        |
| Wander Timbalada e Lourenço | 2004          | [ 68 ]        |
| Preto Jóia                  | 2005          | [ 69 ]        |
| Igor Vianna                 | 2006-2009     | [ 70 ]        |
| Vadinho Freire              | 2010          | [ 71 ]        |
| Lico Monteiro               | 2011-2012     | [ 72 ]        |
| Marquinhos Silva            | 2013-2018     | [ 73 ]        |
| Leandro Santos              | 2019          |               |
| Celino Dias e Lico Monteiro | 2020          | [ 26 ]        |
| Lico Monteiro               | 2022-2024     |               |
| Tuninho Jr.                 | 2025-presente |               |

### Comissão de Frente
| Coreógrafos(as)                                         | Carnavais     | Ref.          |
| ------------------------------------------------------- | ------------- | ------------- |
| José Carlos Machado, Jorge Paes Leme e Vilma Nascimento | 1985-1987     | [ 20 ]        |
| José Carlos Machado                                     | 1988-1991     | [ 20 ]        |
| Jorge Paes Leme                                         | 1992-1993     | [ 20 ]        |
| Roberto Lima                                            | 1994-2002     | [ 20 ]        |
| Gladys Barão                                            | 2003-2004     |               |
| Sergio Lobato                                           | 2005          |               |
| David                                                   | 2007          |               |
| João de Aquino                                          | 2008-2009     |               |
| Hélder Lourenço                                         | 2010          |               |
| Jerônimo                                                | 2011-2012     |               |
| Breno de Souza                                          | 2013-2016     | [ 22 ] [ 74 ] |
| Márcio Moura                                            | 2017          |               |
| Breno de Souza                                          | 2018          |               |
| Jesse Cruz e Victor Oliveira                            | 2019          |               |
| Akia de Almeida                                         | 2020          | [ 26 ]        |
| Allan Carvalho                                          | 2023-2024     |               |
| Tony Tara                                               | 2024-presente |               |

### Casal de Mestre-sala e Porta-bandeira

#### Primeiro casal
| Primeiro casal                           | Carnavais     | Ref.   |
| ---------------------------------------- | ------------- | ------ |
| Paulo Roberto e Lúcia                    | 1985          | [ 20 ] |
| Paulo Roberto e Regina                   | 1986-1987     | [ 20 ] |
| Paulo Roberto e Vilma Nascimento         | 1988-1989     |        |
| Julinho Nascimento e Vilma Nascimento    | 1990-1992     |        |
| Julinho Nascimento e Danielle Nascimento | 1993-1995     |        |
| Thuan Matheus e Joana Falcão             | 2014-2017     |        |
| Johny Matos e Joana Falcão               | 2018-2018     |        |
| Paulo Erick e Joana Falcão               | 2020          |        |
| Zé Roberto e Thaís Romi                  | 2022-2023     | [ 75 ] |
| Romulo Diniz e Raquel Silva              | 2024          |        |
| Jorge Vinicius e Verônica Lima           | 2025-presente |        |

### Bateria

#### Mestres
| Mestres de Bateria   | Carnavais     | Ref.                 |
| -------------------- | ------------- | -------------------- |
| Fornalha             | 1985-1991     | [ 20 ]               |
| Dacopê               | 1992-1995     | [ 20 ]               |
| Léo                  | 2008–2015     | [ 76 ] [ 74 ] [ 22 ] |
| Demétrios            | 2016          |                      |
| Beto Peçanha         | 2017-2023     | [ 26 ]               |
| Átila Gomes          | 2024          |                      |
| Thiago Praxedes      | 2025          |                      |
| Renatinho do Batuque | 2026-presente |                      |

#### Corte de Bateria

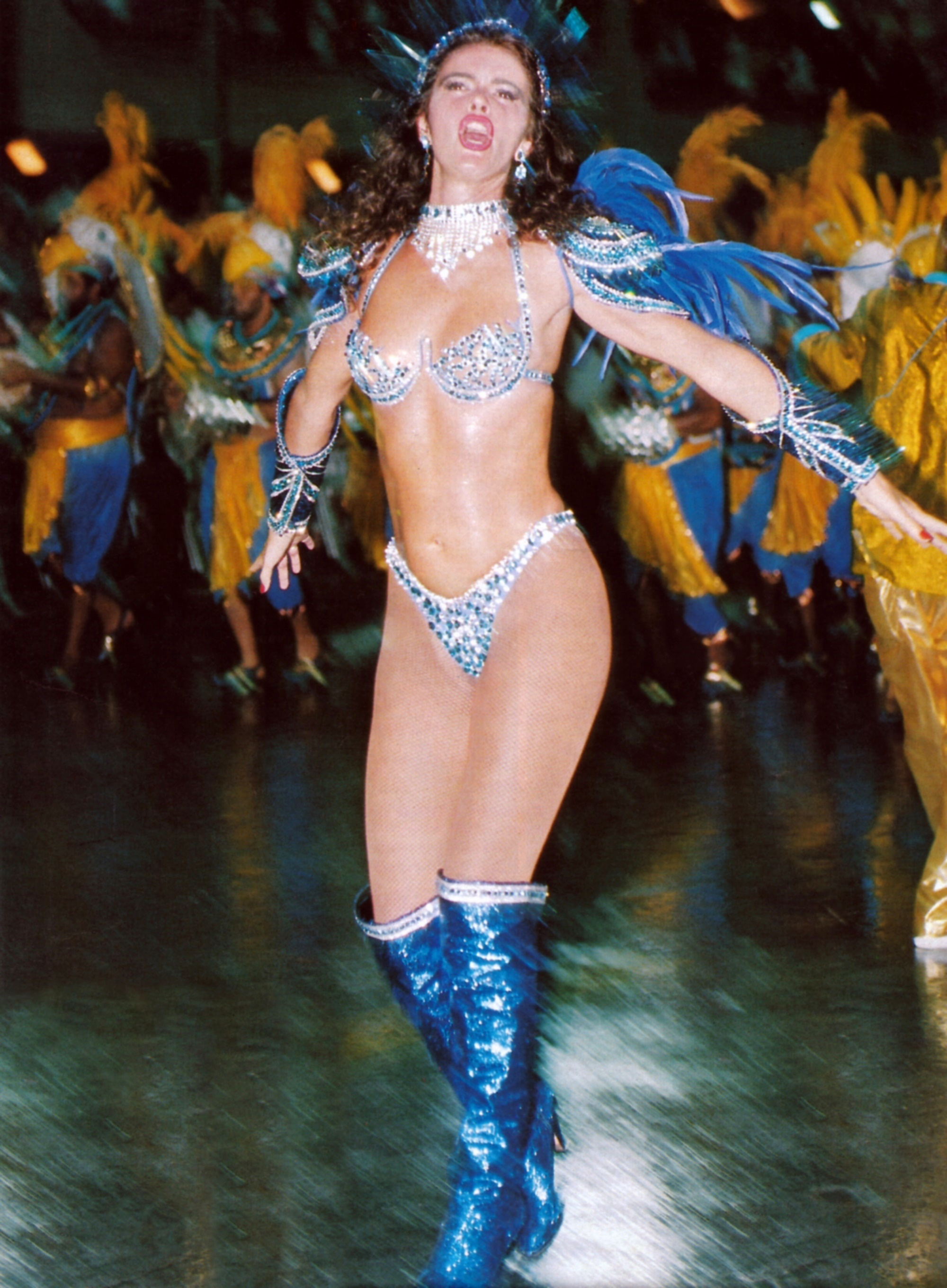
Luma de Oliveira como rainha de bateria da Tradição no carnaval de 1994

| Carnavais | Rainha               | Rei            | Madrinha         | Ref.   |
| --------- | -------------------- | -------------- | ---------------- | ------ |
| 1987-1998 | Luma de Oliveira     | -              | -                | [ 77 ] |
| 1998-1999 | Rosiane Pinheiro     | -              | Suzana Alves     |        |
| 2000      | Rosiane Pinheiro     | -              | Adriana Bombom   |        |
| 2001      | Carla Perez          | -              | -                |        |
| 2002      | Susana Werner        | -              | -                |        |
| 2003-2004 | Rosiane Pinheiro     | -              | -                |        |
| 2005      | Priscila Vidal       | -              | Rosiane Pinheiro |        |
| 2006-2010 | Priscila Vidal       | -              | -                |        |
| 2011      | Yani de Simone       | -              | -                | [ 78 ] |
| 2012-2015 | Raphaela Nascimento  | -              | -                | [ 78 ] |
| 2016-2017 | Monique Rizzeto      | -              | -                | [ 79 ] |
| 2018      | Milena Maria         | -              | -                |        |
| 2019      | Dani Moraes          | -              | -                | [ 80 ] |
| 2020      | Francielly Policarpo | -              | -                | [ 26 ] |
| 2023-2026 | -                    | Bruno Pinheiro | -                |        |

### Direção de Carnaval
| Diretores de Carnaval                                                         | Carnavais     | Ref.                 |
| ----------------------------------------------------------------------------- | ------------- | -------------------- |
| Samuel Gasman                                                                 | 2008–2015     | [ 76 ] [ 74 ] [ 22 ] |
| Livinha Pessoa                                                                | 2018          |                      |
| Samuel Gasman, Leandro Valente, Adenil Silva, Livinha Pessoa e Maurício Silva | 2019          |                      |
| Samuel Gasman, Livinha Pessoa, Maurício Silva e Alfredo Dias                  | 2020-2023     | [ 26 ]               |
| Rodrigo Amaral                                                                | 2024          |                      |
| Samuel Gasman e David dos Santos                                              | 2025-presente |                      |

### Direção de Harmonia
| Diretores de Harmonia | Carnavais     | Ref.          |
| --------------------- | ------------- | ------------- |
| Jorge Paes Leme       | 1985-1990     | [ 20 ]        |
| Luiz Carlos Cruz      | 1991          | [ 20 ]        |
| Jorge Paes Leme       | 1992-1995     | [ 20 ]        |
| Leandro Germano       | 2013–2014     | [ 22 ]        |
| Alfredo Dias          | 2015-2019     | [ 76 ] [ 74 ] |
| Itamar de Oliveira    | 2020-2023     | [ 26 ]        |
| Jonathan Maciel       | 2024          |               |
| Luiz Carlos Amancio   | 2025          |               |
| Charles Lopes         | 2026-presente |               |